# Cherokees

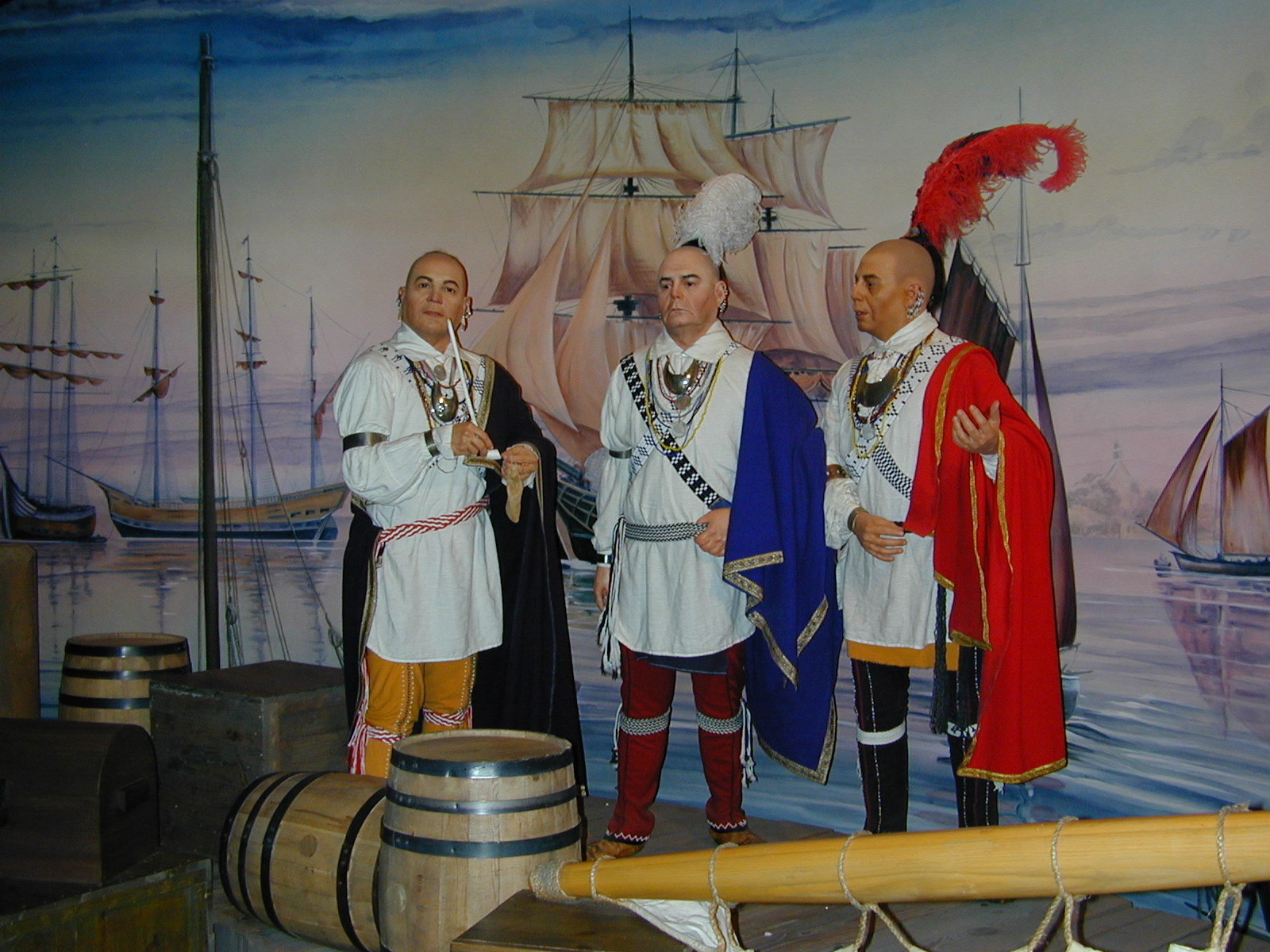
Estátuas representando a visita de três cheroquis a Londres, no Museu do Índio Cherokee, em Cherokee, na Carolina do Norte, nos Estados Unidos

Os cheroquis ou cherokees (em cherokee: ᎠᏂᏴᏫᏯᎢ Aniyvwiyaʔi, ou ᏣᎳᎩ, Tsalagi) são um grupo étnico iroquês, sendo um dos povos nativos dos Estados Unidos. São uma nação iroquesa que, até o século XVI, habitava o atual território do leste dos Estados Unidos, até serem expulsos para o Planalto de Ozark. Nos Estados Unidos, são conhecidos como uma das "cinco tribos civilizadas".
Com mais de 310 mil membros, a nação Cherokee é a maior das 567 tribos reconhecidas pelo governo federal dos Estados Unidos.

## Grupos e nomenclatura
A nação e os grupos cherokee reconhecida pelo governo dos Estados Unidos representam 250 mil pessoas com sede em Tahlequah, em Oklahoma: são a Nação Cherokee (Cherokee Nation) e o Grupo Unido Keetoowah dos Índios Cherokee (United Keetoowah Band of Cherokee Indians) e, baseados na cidade de Cherokee, na Carolina do Norte, o Grupo Oriental dos Índios Cherokee (Eastern Band of Cherokee Indians). Também há tribos reconhecidas em nível estadual na Geórgia, no Missouri e no Alabama. Outros grupos relevantes mas não reconhecidos existem no Arkansas, no Missouri, no Tennessee e em outros estados dos Estados Unidos.

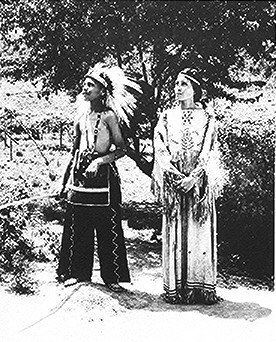
Um rapaz e uma garota cheroquis numa reserva na Carolina do Norte, em 1939

A grafia "Cherokee" em inglês, acredita-se, é devida à derivação do nome do idioma em sua própria língua, Tsalagi, por meio de uma transposição fonética em português (ou, mais especificamente, no dialeto barranquenho, já que o explorador Hernando de Soto era da Estremadura). De Soto teria chamado os tsalagi de "chalaque", termo que, pelo francês, teria derivado para cheraqui e, depois, para cherokee.
A língua cherokee não contém o som "r". Assim, a palavra "cherokee", quando pronunciada no idioma original, é dita Tsa-la-gi (também pronunciada Yah-la-gee ou Cha-la-gee) pelos nativos, já que estes sons se parecem mais com "Cherokee" na língua original. Um grupo sulista dos cherokees, no entanto, passou a falar um dialeto local com um som de "r" trilado após o contato com os europeus, tanto franceses quanto espanhóis, no início do século XVIII.

## Idioma e alfabeto
Os cherokees falam um idioma da família iroquesa que é uma língua polissintética escrita com um silabário (alfabeto em que cada símbolo representa uma sílaba inteira, não um único fonema) inventado pelo líder indígena Sequoyah. Acredita-se, atualmente, que já havia antes um silabário ancestral que teria inspirado Sequoyah a criar o sistema.
Durante anos, várias pessoas escreveram, na internet, palavras cherokees transliteradas ou usando fontes intercompatíveis improvisadas para escrever o silabário. Entretanto, recentemente, os caracteres cherokees foram incluídos no sistema Unicode, o que permitiu, ao idioma cherokee, viver um renascimento linguístico e ter o seu uso ampliado.

## História
A Nação Cherokee foi unificada a partir de uma sociedade inter-relacionada de cidades-estado no início do século XVIII sob o "imperador" Moytoy, com a ajuda não oficial de um emissário inglês, sir Alexander Cumming. Em 1730, o chefe Moytoy de Tellico foi designado "imperador" pelos caciques das maiores aldeias cherokees. O Moytoy também concordou em reconhecer o rei da Inglaterra, Jorge II, como protector do povo cherokee. Uma década antes deste tratado, os cherokees tinham combatido o governo da colónia da Carolina do Sul durante vários anos. O título de imperador Cherokee, entretanto, não implicava tanto poder sobre os cherokees e o título acabou se perdendo da linhagem direta de Moytoy.
Na época da Revolução Americana (1776-1783), disputas quanto à acomodação de colonos brancos nas terras indígenas, em sucessivas violações de acordos anteriores, levaram vários cherokees a abandonar seu território original. Estes primeiros dissidentes se mudaram para o outro lado do Rio Mississípi, para áreas que depois seriam os estados ianques do Arkansas e do Missouri. Por volta do ano 1800, seus assentamentos estavam estabelecidos nas bacias dos rios St. Francis e White. Mais tarde, havia tantos cherokees nestas áreas as principais que o governo dos Estados Unidos acabou estabelecendo uma Reserva Indígena Cherokee no Arkansas, do norte do rio Arkansas até a margem sul do rio White. Vários destes índios removidos ficaram conhecidos como a tribo Chickamauga. Liderados pelo cacique Canoa Arrastada, os chickamauga se aliaram com os Shawnee e fizeram ataques contra colónias dos brancos. Outros líderes cherokee que viveram no Arkansas foram Sequoyah, Sapo Fresco e O Holandês. O governo norte-americano rompeu, no Século XIX, 600 acordos com povos indígenas dentre eles os cherokees e ocupou suas terras para fazer ferrovias.